# 61 (số)
61 (sáu mươi mốt) là một số tự nhiên ngay sau 60 và ngay trước 62.